# Sergio Guerri
Sergio Guerri (né le 25 décembre 1905 à Tarquinia, dans le Latium, Italie, et mort le 15 mars 1992 dans la  Cité du Vatican) est un cardinal italien  de l'Église catholique du XXe siècle, créé par le pape Paul VI.

## Biographie
Guerri étudie  à Montefiascone, à Viterbe et à Rome. Après son ordination, Guerri fait du travail pastoral dans le diocèse de Tarquinia. Il exerce plusieurs fonctions au sein de la Curie romaine, notamment comme secrétaire administratif pour la préparation du Concile Vatican II, comme secrétaire à l'Administration du patrimoine du siège apostolique et comme pro-président de la Commission pontificale pour l'État de la Cité du Vatican. Guerri est nommé archevêque titulaire de Trevi (de) en 1969 et est consacré le 27 avril 1969 par le cardinal Amleto Giovanni Cicognani avec comme co-consécrateurs Joseph McShea (en) et Plinio Pascoli (de).
Le pape Paul VI le crée cardinal lors du consistoire du 28 avril 1969. Guerri participe aux deux conclaves de 1978 (élection de Jean-Paul Ier et de Jean-Paul II).
Au cours du premier consistoire ordinaire secret pour la création de nouveaux cardinaux du pape Jean-Paul II du 30 juin 1979, il est élevé à l'ordre des cardinaux-prêtres, sa diaconie étant élevée pro hac vice comme paroisse.